# Sankhol
Sankhol é uma vila no distrito de Jhajjar, no estado indiano de Haryana.

## Demografia
Segundo o censo de 2001, Sankhol tinha uma população de 5178 habitantes. Os indivíduos do sexo masculino constituem 54% da população e os do sexo feminino 46%. Sankhol tem uma taxa de literacia de 70%, superior à média nacional de 59,5%: a literacia no sexo masculino é de 78% e no sexo feminino é de 60%. Em Sankhol, 13% da população está abaixo dos 6 anos de idade.